# Escorca
Escorca – gmina w Hiszpanii, w prowincji Baleary, we wspólnocie autonomicznej Balearów, o powierzchni 139,39 km². W 2011 roku gmina liczyła 267 mieszkańców.